# Catephia albirena
Catephia albirena là một loài bướm đêm trong họ Erebidae.